# 小行星1272
小行星1272（1272 Gefion）是一顆主帶小行星，於1931年10月10日被在海德堡王座山天文台的卡爾·威廉·萊茵姆特發現。
該小行星以丹麥哥本哈根的葛馮噴泉命名。

## 外部連結
- JPL Small-Body Database Browser on 1272 Gefion （页面存档备份，存于）

| 前一小行星： 1271 Isergina | 小行星列表 | 後一小行星： 1273 Helma |